# Kristy
Kristy es un municipio del distrito de Sobrance en la región de Košice, Eslovaquia, con una población estimada a final del año 2024 de 343 habitantes.
Se encuentra ubicado al noreste de la región, en la cuenca hidrográfica del río Bodrog (afluente derecho del Tisza) y cerca de la frontera con la región de Prešov, Ucrania y Hungría.

## Demografía
| Año        | 1994 | 2004    | 2014    | 2024     |
| ---------- | ---- | ------- | ------- | -------- |
| Población  | 290  | 307     | 311     | 343      |
| Diferencia |      | +5,86 % | +1,30 % | +10,28 % |

| Año        | 2023 | 2024    |
| ---------- | ---- | ------- |
| Población  | 346  | 343     |
| Diferencia |      | −0,86 % |